# Tegkwitz
Tegkwitz este o comună din landul Turingia, Germania.